# Zasap
Zasap – wieś w Słowenii, w gminie Brežice. W 2018 roku liczyła 40 mieszkańców.